# Marian Petrache
Marian Petrache (n. 1 martie 1959, Crevedia, România) este un inginer și om politic român, care îndeplinește în prezent funcția de Președinte al Consiliului Județean Ilfov. În trecut, a îndeplinit și alte funcții publice: deputat din partea PNL pentru două luni, în perioada decembrie 2004–februarie 2005, prefect al județului Ilfov până în 2006 și apoi Secretar de Stat în cadrul Ministerului Internelor și Reformei Administrative până în 2008.

## Biografie
Marian Petrache s-a născut la data de 1 martie 1959, în comuna Crevedia, Dâmbovița. După absolvirea Liceului Industrial de Electronică din București, a urmat cursurile Facultății de Mecanică din cadrul Institutului Politehnic București (1979-1984), obținând diploma de inginer mecanic.
După absolvirea facultății, a lucrat ca inginer stagiar la F.E.A. București (1984-1987), inginer mecanic șef (1987-1990) și șef de abator (1990-1998) și Abatorul S.C. Avicola Crevedia S.A. și apoi ca director general la SC Anio Prod S.R.L. (1998-2004).
A urmat ulterior cursuri de business marketing și management (1992-1994), cursuri organizate de Consiliul Județean Ilfov (2000-2004) și cursuri prefectorale organizate de Institutul Național de Administrație (2005).
A intrat în politică ca membru al Alianței pentru România (ApR), îndeplinind funcția de prim-vicepreședinte al ApR Ilfov (1998-2000). După fuziunea acestui partid cu PNL în anul 2002, Marian Petrache devine prim-vicepreședinte al P.N.L. Ilfov și membru al Delegației Permanente Naționale a P.N.L. (2002-2004). În anul 2005 este ales ca președinte al PNL Ilfov și membru în Biroul Politic Central al acestui partid, iar din anul 2007, în paralel, și vicepreședinte PNL pentru Regiunea București – Ilfov. În anul 2008 este reconfirmat în funcția de președinte al PNL Ilfov, iar cu ocazia Congresului PNL din martie 2010, a fost ales în cadrul Biroului Politic Central al acestui partid.
Ca urmare a implicării sale politice, Marian Petrache este ales consilier județean în Consiliul Județean Ilfov (2000-2004), apoi deputat de Ilfov pe listele Alianței Dreptate și Adevăr PNL-PD, fiind membru în Comisia pentru agricultură, silvicultură, industrie alimentară și servicii specifice a Camerei Deputaților (decembrie 2004 - februarie 2005). La data de 3 februarie 2005, a demisionat din Parlament (fiind înlocuit de deputatul Gabriel Sorin Zamfir) și a devenit prefect de Ilfov (2005-2006).
În anul 2006 a fost numit secretar de stat la Cancelaria Primului Ministru, apoi începând din mai 2007 îndeplinește funcția de secretar de stat pentru comunități locale la Ministerul Internelor și Reformei Administrative (MIRA). De asemenea, a fost președintele Comisiei privind Determinarea Oportunității Proiectelor, instituite în baza Ordonanței Guvernului nr. 7/2006.
În 2012 a candidat din partea USL pentru funcția de președinte al Consiliului Județean Ilfov.. A fost ales în această funcție și a depus jurământul pe data de 25 iunie 2012.
Are doi copii, un băiat și o fată.
În data de 19.02.2014, în cadrul ședinței CDRBI, a fost ales președintele Consiliului pentru Dezvoltarea Regională București-Ilfov. CDRBI reprezintă forul decizional la nivelul regiunii București-Ilfov care are în componență membrii la paritate din cadrul administrației publice locale a Capitalei și a județului Ilfov.